# The Ways of Yore
Albums de Burzum
Sôl austan, Mâni vestan
(2013) Thulêan Mysteries
(2020)
The Ways of Yore est le onzième album de Burzum, paru le 2 juin 2014. Cet album garde les éléments dark ambient de l'album précédent (Sôl austan, Mâni vestan), en y ajoutant le chant de Varg Vikernes. La couverture de l'album est tirée de Merlin et Viviane, une gravure du célèbre artiste français Gustave Doré, réalisée pour le poème de Alfred Tennyson Les Idylles du roi.

## Liste des titres
| 1.      | God from the Machine                                              | 1:40  |
| 2.      | The Portal                                                        | 2:19  |
| 3.      | Heill Óðinn                                                       | 3:11  |
| 4.      | Lady in the Lake                                                  | 4:39  |
| 5.      | The Coming of Ettins                                              | 4:36  |
| 6.      | The Reckoning of Man                                              | 7:56  |
| 7.      | Heil Freyja                                                       | 1:56  |
| 8.      | The Ways of Yore                                                  | 6:11  |
| 9.      | Ek Fellr (Vieux norrois se traduit en anglais par : I Am Falling) | 2:54  |
| 10.     | Hall of the Fallen                                                | 5:06  |
| 11.     | Autumn Leaves                                                     | 4:50  |
| 12.     | Emptiness                                                         | 13:13 |
| 13.     | To Hel and Back Again                                             | 10:44 |
| 1:08:35 |                                                                   |       |

### Membres
- Varg Vikernes : Tous les instruments, chant et composition.